# Kim Ki-soo
Kim Ki-soo Hangul: 김기수, Hancha: 金基洙 (ur. 17 września 1939 w Pukch’ŏng, zm. 10 czerwca 1997 w Seulu) – południowokoreański bokser, zawodowy mistrz świata kategorii lekkośredniej.

## Kariera amatorska
Zwyciężył w wadze półśredniej (do 67 kg) na igrzyskach azjatyckich w 1958 w Tokio. Wystąpił w tej samej kategorii na igrzyskach olimpijskich w 1960 w Rzymie, gdzie przegrał drugą walkę z późniejszym mistrzem olimpijskim Nino Benvenutim.

## Kariera zawodowa
Od 1961 walczył jako bokser zawodowy. 1 października tego roku zdobył tytuł mistrza Korei Południowej wagi średniej, a 10 stycznia 1965 w Tokio tytuł mistrza federacji OBPF (Oriental Pacific Boxing Federation) w tej samej kategorii, po wygranej z obrońcą tytułu Fumio Kaizu.
25 czerwca 1966 w Seulu Kim wywalczył tytuł mistrza świata wagi lekkośredniej, wygrywając niejednogłośnie z Nino Benvenutim. Został tym samym pierwszym zawodowym mistrzem świata w boksie pochodzącym z Korei Południowej. W obronie tytułu pokonał Stana Harringtona 17 grudnia tego roku w Seulu oraz Freddiego Little’a 3 października 1967, również w Seulu, w obu przypadkach na punkty po 15 rundach.
Utracił tytuł mistrza świata kategorii junior średniej 26 maja 1968 w Mediolanie przegrywając na punkty z Sandro Mazzinghim. Była to pierwsza porażka Kima. Później stoczył tylko dwie walki, obie z Hisao Minami. W pierwszej stracił tytuł mistrza OPBF w wadze średniej, a w drugiej go odzyskał. Zakończył karierę po tej walce w 1969.